# Humberto Antonio Fabris
Humberto Antonio Fabris (26 de agosto de 1924 - 20 de septiembre de 1976) fue un hombre de ciencias, profesor universitario y botánico argentino.
Era hijo de inmigrantes ítalo-prusianos, ya que sus padres, Pierina Cherbavaz y Antonio Fabris, eran de Rozzo (hoy Roč, Croacia), cerca de Trieste (Italia), y Rozzo pertenecía al Imperio Austrohúngaro en el momento de sus nacimientos. Después de la Primera Guerra Mundial, en 1918, Rozzo pasa a Italia y el fascismo empuja a Pierina y a Antonio, recién casados, a emigrar a la Argentina en 1923, donde nacen sus tres hijos: Humberto Antonio el 26 de agosto de 1924 y luego Rodolfo Héctor y más tarde Noemí Beatriz.
Humberto estudió en el Colegio Nacional de La Plata. Se recibió de Doctor en Ciencias Naturales en la Universidad Nacional de La Plata, y fue profesor universitario e investigador del mundo vegetal.
Se casó con Inés Calisse y tuvieron tres hijos: Gerardo, Fernando y Guillermo.
Entre otras, fue un experto en la familia de las Bignoniaceae.
Fue profesor de Botánica Sistemática y de Fundamentos de Botánica, Presidente de la "Sociedad Argentina de Botánica", autor de un centenar de trabajos de investigación, y Vicedecano y Decano de la Facultad de Ciencias Naturales y Museo de La Plata.

## Algunas publicaciones
- Revisión del género “Proustia” (Compositae). Rev. N. S. XI: 52, p. 23-50, 1968

- Flora argentina, Bignoniaceae. Rev. N. S. IX: 43, p. 273-420, 1965

- El género “Adenocallymma” (Bignoniaceae) en la Argentina. Notas XIX: 93, p. 261-266, 1959

- Las plantas cultivadas en la República Argentina: Bignoniaceas, 57 pp. 1959

- Los "Hibiscus" cultivados en la República Argentina. Publicación técnica 56, Instituto de botánica, Ministerio de Agricultura de la Nación. Con Edgardo Pablo Molinari, 310 pp. 1954

- Nuevas especies de “Gentiana” del noroeste argentino. Notas XV: 76, p. 117-126, 1950

- Sobre la especie argentina del género Heliocarpus. Notas XV: 77, p. 127-134, 1950

- Una especie nueva del género Gentiana. Notas XIV: 68, p. 71-74, 1949[3]

- Plantas acuáticas de la provincia de Buenos Aires. Volume 5, Issue 2 of Publicaciones técnicas 5 (2) con Ángel Lulio Cabrera. Ed. Ministerio de Hacienda, Economía y Previsión, 131 pp. 1948

## Honores

### Eponimia
- (Asteraceae) Aequatorium fabrisii (Cabrera) C.Jeffrey[4]

- (Asteraceae) Aldama fabrisii (A.A.Sáenz) E.E.Schill. & Panero[5]

- (Cactaceae) Echinopsis fabrisii (R.Kiesling) G.D.Rowley[6]

- (Caesalpiniaceae) Senna fabrisii (L.Bravo) H.S.Irwin & Barneby[7]
- La abreviatura «Fabris» se emplea para indicar a Humberto Antonio Fabris como autoridad en la descripción y clasificación científica de los vegetales.[8]